# أغافني بابازيان
أغافني بابازيان (1877) هي ممثلة أرمنية عثمانية. وهي واحدة من الممثلات الإناث المحترفات في الإمبراطورية العثمانية والشرق الأوسط.
في عام 1850، تم تأسيس المسرح الحديث في الإمبراطورية العثمانية من شركة مسرحية أرمينية. وبما أن المسلمين لم يعتبروه مهنة مُناسبة، فإن أول الممثلين في الإمبراطورية العثمانية كانوا من الأرمن المسيحيين، وكانت المهنة خاصة بالنسبة للإناث، حصلت الممثلات على راتب أعلى من زملائهن الذكور، ومارسن مهنتهم دون إزعاج بعد إلغاء احتكار المسرح الأرمني في الإمبراطورية العثمانية في عام 1879؛ بعد هذه النقطة، وجد الممثلون الأرمنيون الذكور منافسة من ممثلين مسلمين أتراك، في حين لم تقم أي ممثلة تركية مسلمة بأداء دور على خشبة المسرح قبل عام 1919. وقد ذكرت المؤسِّسة أروياك بابازيان والمؤرخ ميكائيل نالبانديان كرائدين في تحريف الأحكام المسبقة من خلال الأداء على المسرح. على هذا النحو، أصبحت النساء يظهرن بشكل علني في الإمبراطورية العثمانية الإسلامية في فترة اضطرت فيها الإناث من الجمهور لمشاهدة مسرحياتهن وراء الشاشات. كانت أغافني بابازيان أيضاً الممثلة التاريخية الأولى التي أدّت في إيران، عندما ظهرت على المسرح في تبريز. كان أمام جمهور أرمني مسيحي؛ لم يشاهد الجمهور المسلم في تبريز وإيران أداء الممثلة حتى عام 1888، وفي طهران لم يكن أداء مدام جولوفان والسيدة مدام بابين في عام 1897.